# Wölkerkogel
Der Wölkerkogel (auch Wölkartkogel) ist ein 1706 m ü. A. hoher Berg in den Lavanttaler Alpen im österreichischen Bundesland Steiermark. Er liegt auf der Stubalm nahe dem Alten Almhaus und ist für seine Madonnenstatue bekannt.

## Lage und Umgebung
Der Wölkerkogel erhebt sich ungefähr auf halber Strecke zwischen Gaberl und Salzstiegel im Gemeindegebiet von Maria Lankowitz, in der Katastralgemeinde Gößnitz. Benachbarte Berge sind der Brandkogel (1648 m) nordöstlich, der Schwarzkogel (1694 m) südwestlich und der Rappoldkogel (1928 m) westlich des Wölkerkogels. Rund um den Gipfel liegt ein großflächiges Almweidegebiet, dessen nördlicher Teil im Sommer von den Lipizzanern des Gestüts Piber bestanden wird. Nächstgelegene Stützpunkte sind das Alte Almhaus (1649 m) unmittelbar nördlich des Gipfels und das Salzstiegelhaus (1543 m) 4 km südwestlich.

## Geologie und Geomorphologie
Der Wölkerkogel liegt wie die gesamte Stubalpe im Kristallin des Steirischen Randgebirges, das vor allem aus Gneisen und Glimmerschiefern besteht, ferner Marmoren und metamorphen Gesteinen vulkanischen Ursprungs.
Das nähere Gebiet um den Wölkerkogel ist von einer recht komplexen mineralogischen Zusammensetzung geprägt. Vor allem der Sattel zum Schwarzkogel bietet eine reichhaltige Fazies mit etwa gleichen Anteilen von Quarz, Orthoklas und Muskovit. Der Gipfelbereich befindet sich in einem Marmorband, das sich vom Hirschegger Sattel durch das Steirische Randgebirge bis nach Frohnleiten hin fortsetzt. Zwischen den beiden großen Fazies des Rappoldglimmerschiefer und Hirschegger Gneises treten außerdem Einschaltungen von Pegmatit, Amphibolit und Staurolithgneis auf.
Die etwa für den Rappoldkogel charakteristischen Glimmerschiefer-Öfen kommen am Wölkerkogel nicht vor.

## Geschichte
Der Wölkerkogel trägt in den Karten der Josephinischen Landesaufnahme aus dem späten 18. Jahrhundert die Bezeichnung Pernek Kogl. Später etablierte sich der Name Wölkartkogel, der bis heute gebräuchlich ist.

## Madonnenstatue

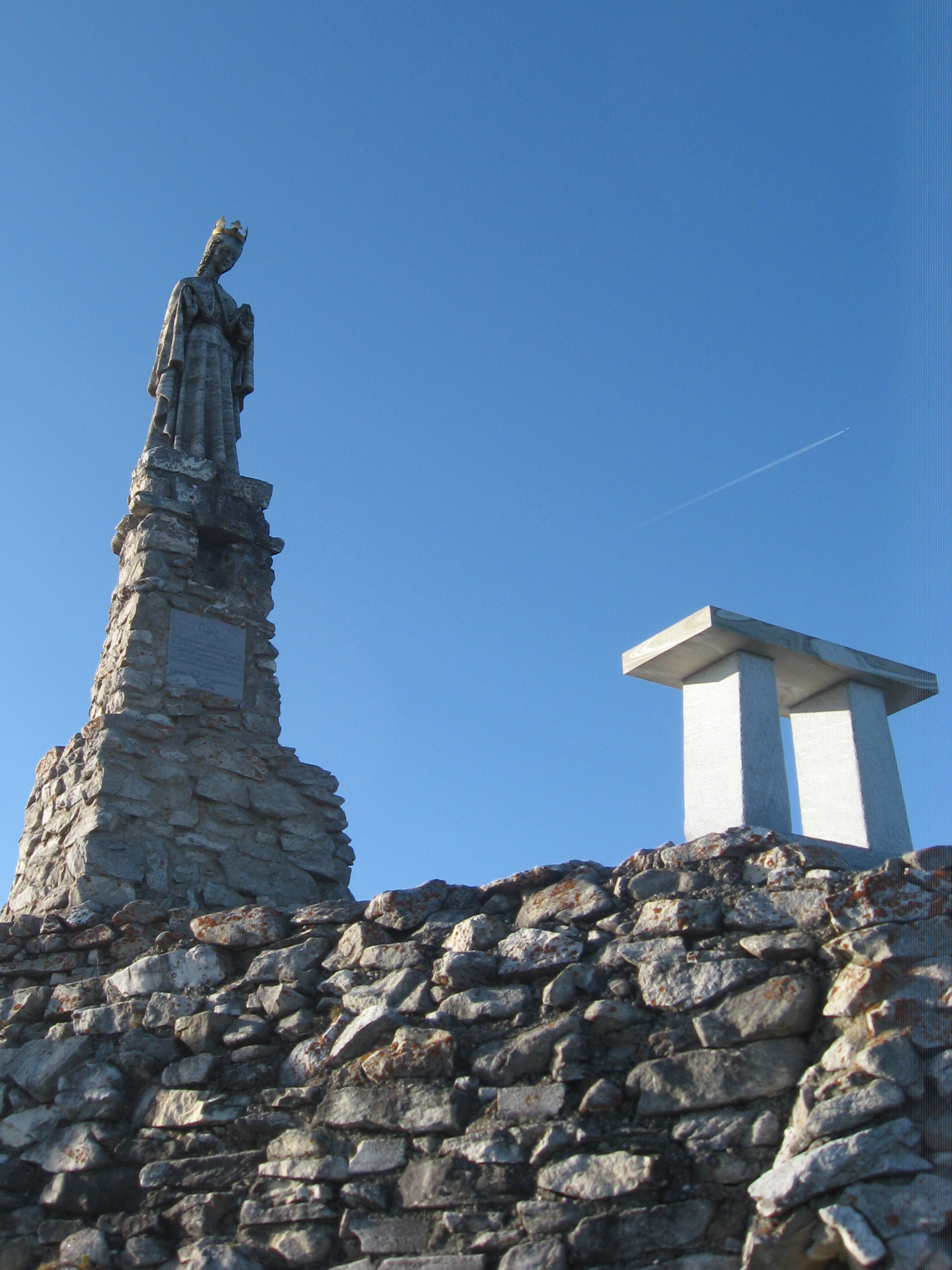
Madonna mit Altartischchen: Die „Wölkart-Miaz“ blickt nach Osten auf die Weststeiermark.

Anstelle eines Gipfelkreuzes thront auf dem Wölkerkogel eine weithin sichtbare Madonnenstatue aus Kunstsandstein. Die drei Meter hohe Marienfigur ruht auf einem sechs Meter hohen Postament und wurde im marianischen Jahr 1954 vom Bildhauer Alfred Schlosser geschaffen. Die mit Schutzmantel ausgestattete Figur trägt auf dem Haupt eine vergoldete Krone von Gold- und Silberschmiedemeister Bruder Berwand aus Seckau, für die die Anbringung eines Blitzableiters notwendig war. Ein aus Salla-Marmor gemeißelter Altartisch wurde 1984 ersetzt, die Böschungsmauer 1994 erneuert.
Maßgeblich beteiligt an der Errichtung waren die Katholische Arbeiterjugend sowie die Landjugend des Dekanats Voitsberg unter Dekanatsjugendführer Franz Weiss, die insgesamt rund 18.000 Arbeitsstunden aufboten. Da auf dem in Besitz des Malteserordens befindlichen Gipfel weder Baumaterial noch Sand oder Wasser vorhanden waren, mussten die Güter mühsam heraufgeschafft werden. Der enorme Arbeitsaufwand ließ die Helfer zwischen Mai und August drei Monate auf dem Berg verbringen. Am 15. August 1954 wurde die Madonna von Weihbischof Leo Pietsch geweiht. Im Zuge einer Prozession nahmen etwa 1500 Menschen an den Feierlichkeiten zu Mariä Himmelfahrt teil. Damit wurde der Wölkerkogel zum Marienberg der West- und Südsteiermark.
Seit 1974 finden am Vatertag Messfeiern am Wölkerkogel statt, die vom Katholischen Männerbund organisiert werden. Am 15. August 2014 begingen rund 400 Menschen das 60-jährige Jubiläum der Wölkerkogel-Madonna, bei dem ein Bäuerinnenchor und die Bläsergruppe Gößnitz für Unterhaltung sorgten. Daneben finden immer wieder organisierte Wallfahrten auf den Gipfel statt, vor allem von Weißkirchen und Maria Lankowitz. Im Volksmund wird die Statue auch als „Wölkartmirzl“ oder „Wölkart-Miaz“ bezeichnet, wobei „Mirzl“ und „Miaz“ mundartliche Varianten des Namens Maria sind.

## Aufstieg
Wegen seiner Bedeutung als Pilgerort und der Nähe zum Alten Almhaus wird der Wölkerkogel sehr häufig besucht. Obwohl kein markierter Wanderweg zum Gipfel führt, ist er über die kurzrasige Almweide bequem in einer Viertelstunde zu erreichen. Rund um die Madonna bieten sich einige steinerne Sitzgelegenheiten.